# うるさい (SUPER BEAVERの曲)
「うるさい」は、日本のバンド・SUPER BEAVERの通算8枚目のシングル。2016年2月24日に[NOiD]/murffin discsから発売された。

## 概要
前作「ことば」から1ヶ月ぶりで、3ヶ月連続ワンコインシングルの第二弾シングル。
カップリングに収録されているライブ音源は2015年11月27日に赤坂BLITZにて行われたライブの音源である。
CDジャケットにはカメラマン・青木カズローによるモノクロ写真が採用された。

## 収録曲
1. うるさい
作詞・作曲：柳沢亮太 / 編曲：SUPER BEAVER
2. 言えって (Live ver.)
3. それでも世界が目を覚ますのなら (Live ver.)
4. あなた (Live ver.)